# Rönbergstjärnen (norra)
Rönbergstjärnen är en sjö på norra siden om Rönberget i Örnsköldsviks kommun i Ångermanland och ingår i Gideälvens huvudavrinningsområde.